# 假地枫皮
假地枫皮（学名：Illicium jiadifengpi）为五味子科八角属下的一个物种。中国特有物种，分布于广东、广西、湖北、湖南、浙江、江西、四川等地。

## 扩展阅读
維基物種上的相關：假地枫皮